# Pseudlithosia schausi
Pseudlithosia schausi là một loài bướm đêm trong họ Crambidae.